# Tomáš Vojtek
Tomáš Vojtek (* 3. září 1993 Brno) je český atlet vícebojař. V roce 2015 se stal mistrem ČR v desetiboji. Téhož roku reprezentoval Českou republiku na Evropském poháru v Aubagne. V současnosti dělá trenéra atletiky. Založil několik mezinárodní atletických mítinků.
| Přehled medailí           | Přehled medailí           | Přehled medailí           |
| Mistrovství ČR v atletice | Mistrovství ČR v atletice | Mistrovství ČR v atletice |
| ------------------------- | ------------------------- | ------------------------- |
| bronz                     | MČR 2012                  | sedmiboj                  |
| bronz                     | MČR 2014                  | desetiboj                 |
| zlato                     | MČR 2015                  | desetiboj                 |